# Sint-Antonius van Paduakerk (Roosendaal)

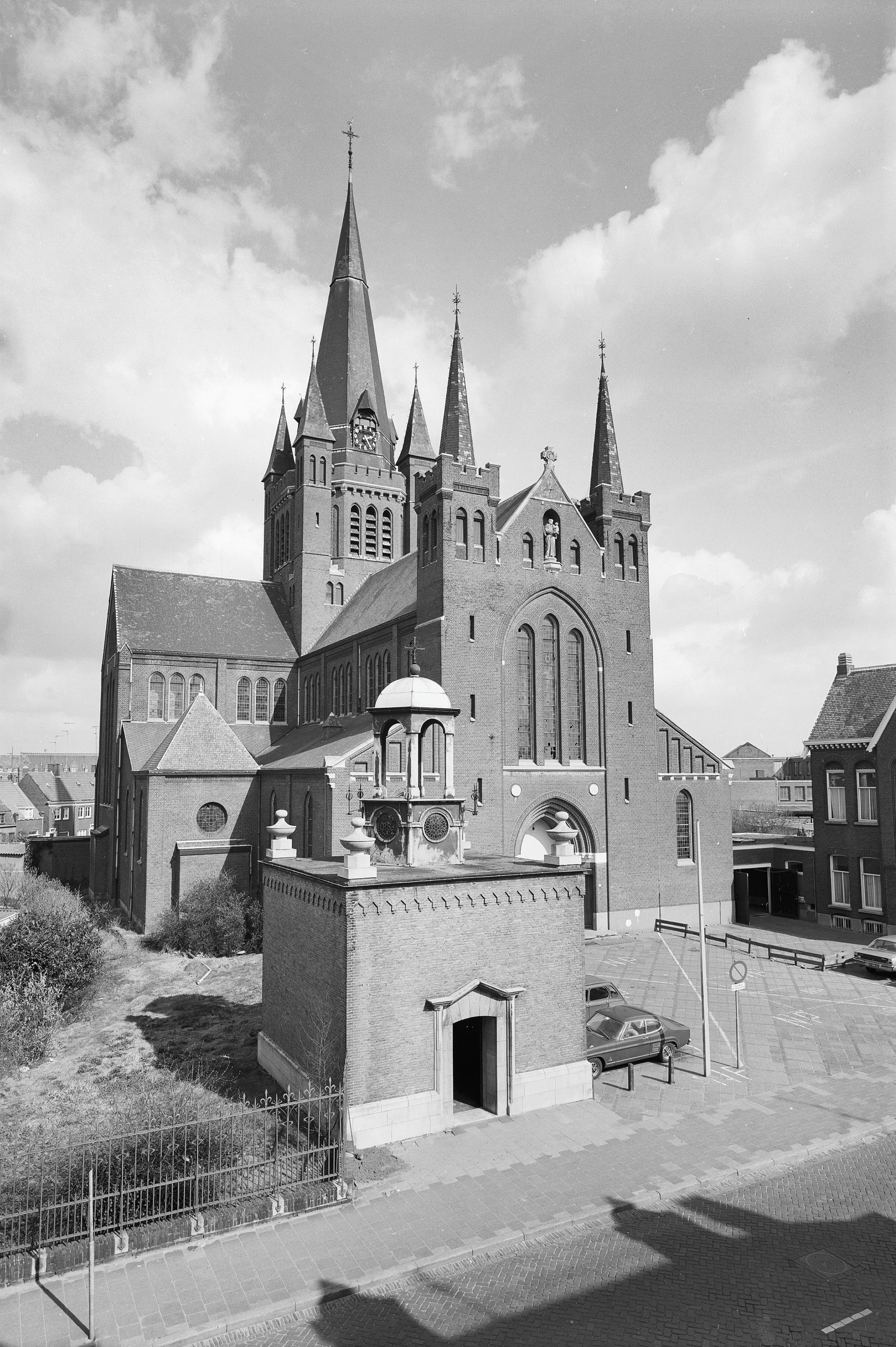
De kerk in 1976

De Sint-Antonius van Paduakerk was een parochiekerk in de Noord-Brabantse plaats Roosendaal. De kerk was gelegen aan de Brugstraat 26.

## Geschiedenis
Door uitbreiding van Roosendaal in de richting van het Station Roosendaal werd een tweede parochie noodzakelijk. In 1903 kwam de kerk gereed. Het was een grote neogotische kerk met een massieve vieringtoren die een hoogte van 60 meter mat en daarmee de hoogste toren van Roosendaal was. De vieringtoren werd door vier hoektorentjes geflankeerd. Ook het voorportaal werd door twee torentjes geflankeerd. Architect was H.J. Vergouwen.
In 1970 werd de kerk onttrokken aan de eredienst wegens afnemend kerkbezoek. Het gebouw stond hierna een aantal jaar leeg, totdat het in 1977 werd gesloopt. De Mariakapel uit 1952 bleef behouden. 
Op de plaats van de kerk kwam een appartementencomplex.